# Tașlîc
Tașlîc (in russo Ташлык)  è una città della Moldavia controllato dalla autoproclamata repubblica di Transnistria. È compreso nel distretto di Grigoriopol ed ha 3.220 abitanti (dato 2007)